# Kabru
Der Kabru befindet sich im Himalaya an der Grenze zwischen der nepalesischen Provinz Koshi im Westen und Sikkim in Indien im Osten. Der Südgipfel des Kabru ist der südlichste Siebentausender der Erde. Der Bergname „Kabru“ hat die Bedeutung von ka für „weiß“ und bru für „Lawine“.

## Gipfel

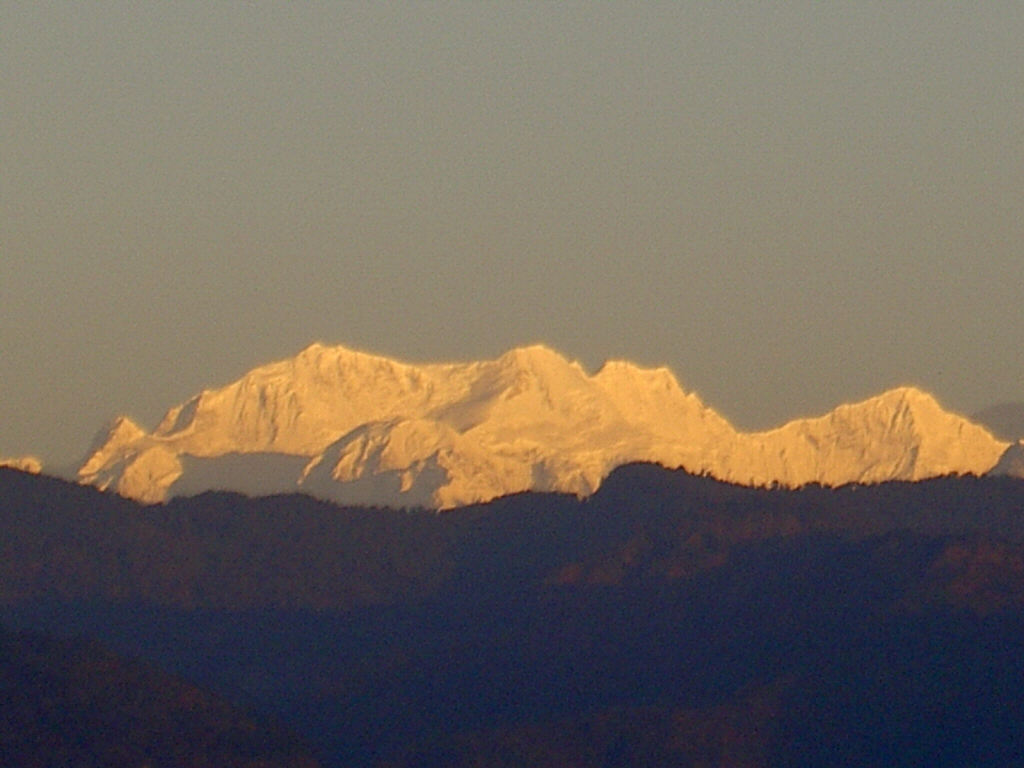
Die drei Gipfel des Kabru (von links nach rechts: Süd-, Mittel- und Nordgipfel), rechts der Talung

Der mehrgipflige Berg befindet sich 7,4 km südlich des Kangchendzönga-Südgipfels im Singalila-Kamm. Höchster Gipfel ist der Nordgipfel (zunächst Kabru III, später Kabru I) mit 7395 m (oder 7412 m), er war jedoch zunächst gar nicht als solcher erkannt. 1,5 km weiter südlich liegt der 7353 m hohe Mittelgipfel (auch Kabru II, zunächst als Nordgipfel mit 7338 m bezeichnet, ⊙) mit einer Schartenhöhe von 113 m und weitere 1,5 km südlich erhebt sich der 7317 m hohe Südgipfel (zunächst auch Kabru I, später Kabru IV ⊙) mit einer Schartenhöhe von 118 m. 2,7 km nördlich des Nordgipfels erhebt sich der 7349 m hohe Talung, der aufgrund seiner Schartenhöhe von 409 m ebenfalls als Nebengipfel des Kabru gilt (als Kabru III). Südöstlich des Südgipfels liegt noch der 6585 m hohe Kabru Dome (⊙), während sich südwestlich des Südgipfels der 6682 m hohe Rathong erhebt.

## Besteigungsgeschichte
Die Bergsteiger William Woodman Graham, Emil Boss und Ulrich Kauffmann bestiegen am 8. Oktober 1883 den Berg bis kurz unterhalb des vermeintlichen "Nordgipfels" (später als Mittelgipfel bezeichnet). Conrad Reginald Cooke erreichte am 18. November 1935 diesen "Nordgipfel", der damals noch als der höchste Punkt des Kabru angesehen wurde.
Eine indische Armeeexpedition bestieg im Mai 1994 die Gipfel I, II und III. Am 10. Mai 1994 erreichten Mitglieder der Expedition den "wirklichen" Nordgipfel. Am 12. Mai 1994 gelang die Erstbesteigung des Kabru III als auch des Südgipfels.